# St.-Charles
St.-Charles to miejscowość (ang. town) w Kanadzie, w prowincji Ontario, w dystrykcie Sudbury.
Powierzchnia St.-Charles to 318,27 km².
Według danych spisu powszechnego z roku 2001 St. Charles liczy 1245 mieszkańców (3,91 os./km²).